# CTT (banda)
Os C.T.T. (Conjunto Típico Torrennse) foram uma banda portuguesa formada em Março de 1981 em Torres Vedras por Tozé Monteiro, Luís Plácido, Gabriel Matos, Hernâni Teixeira e Augusto Alves.

## História
O Conjunto Típico Torreense começou por interpretar música popular e tradicional portuguesa durante as décadas de 60 e 70. Em finais da década de 70, completamente renovados, adoptam a sigla "C.T.T." e inspirados pela onda do rock português que se vivia na altura, lançam-se como banda de interpretando covers e alguns originais, tendo uma enorme aceitação na zona Oeste, contabilizando perto de 200 espectáculos por ano. Em 1981 gravam o single "Destruição", seguindo-se o single "Hora de Ponta" e o álbum "8 Encomendas".  O sucesso da banda foi efémero e tal como aconteceu a muitas bandas naquela altura do "boom" do rock português, perderam o protagonismo. 
Os CTT continuariam ainda e por mais dois ou três anos como banda de rock, regressando depois como o grupo de baile que era originalmente até acabarem definitivamente em 1994.

### Constituição inicial da banda
- Tozé Monteiro (baixo)
- Luís Plácido (voz)
- Gabriel Matos (bateria)
- Hernâni "Nani" Teixeira (guitarra)
- Augusto Alves (teclas)

## Discografia
- Destruição/Vai No Ar (Single, Polygram, 1981)
- Hora de Ponta/A Moda Que Eu Quero (Single, Polygram, 1982)
- Oito Encomendas (LP, Polygram, 1982)
- Oito Encomendas Discriminadas No Verso (LP, 1982)